# Arturo García Salazar
Arturo García Salazar, (Lima, Perú, 26 de enero de 1880 – Lima, 1958) abogado, diplomático, embajador, catedrático universitario e historiador peruano. Fue ministro de Relaciones Exteriores, de diciembre de 1918 a julio de 1919. Fue padre de Arturo García García, que también llegó a ser diplomático y Canciller del Perú.

## Biografía
Fue hijo de Arturo García Chávez y Manuela Salazar Giroust, nieta del general Juan de Salazar y Carrillo y primo de Enrique y José Bustamante y Ballivián. Estudió en el Colegio de la Inmaculada. En 1896 ingresó a la Universidad Nacional Mayor de San Marcos donde se graduó de bachiller en Jurisprudencia (1899) y se recibió de Abogado. En 1915 obtuvo su doctorado.
Ingresó al servicio diplomático de la República, empezando como adjunto en la legación acreditada ante Ecuador. Sucesivamente ascendió a tercer secretario (1902) y segundo secretario (1907), e interinamente ocupó el cargo de encargado de negocios. Ya como primer secretario fue acreditado en Santiago de Chile (1909) y luego en Bogotá (1910), retornando al Perú para hacerse cargo del Archivo de Límites de la Cancillería (1911).
Cerca ya de finalizar el segundo gobierno de José Pardo y Barreda, el 18 de diciembre de 1918 asumió como Ministro de Relaciones Exteriores, con la voluntad de hacer respetar los resultados de las elecciones presidenciales que se avecinaban, pero su gestión se vio interrumpida abruptamente por el golpe de Estado encabezado por Augusto B. Leguía, el 4 de julio de 1919.
Pasó a integrar la plana docente de la Universidad de San Marcos como catedrático de Historia Diplomática del Perú, tema en el que destacó por su erudición, pero sufrió el acoso y la persecución del gobierno de Leguía, que lo involucró en conspiraciones subversivas. Fue confinado en la isla de San Lorenzo en abril de 1921 y desterrado en 1924.
Pasó a Ecuador y luego a los Estados Unidos. Retornó al Perú tras la caída de Leguía en 1930. Se reincorporó en el servicio diplomático. Fue secretario general de la VIII Conferencia Panamericana reunida en Lima (1938), así como miembro de la delegación peruana en las conferencias de Washington, realizadas para tratar el diferendo limítrofe peruano-ecuatoriano (1938). Fue Presidente de la Sociedad Peruana de Derecho Internacional del 17 de noviembre de 1938 al 20 de mayo de 1942. También asistió a la conferencia de San Francisco, tras el fin de la Segunda Guerra Mundial (1945). Se desempeñó también como embajador en Chile, la Santa Sede y Francia.
Salazar fue embajador de Perú en la Naciones Unidas y miembro de UNSCOP (Comisión especial de las Naciones Unidas sobre Palestina, según su sigla en inglés).

## Publicaciones
- Guía práctica para los diplomáticos y cónsules (3 volúmenes, 1918-1927), en coautoría con Jorge Lynch.
- Réplica a la circular de la cancillería chilena (Bogotá, 1919).
- Resumen de la historia diplomática del Perú 1820-1884 (1928).
- Programa del curso de Historia Diplomática del Perú (2 fascículos, 1929-1930).
- Historia Diplomática del Perú y Chile 1884-1922 (1930).
- Cuestión de límites entre el Perú y el Ecuador. Reseña histórica desde 1910 (1936), sin firma de autor.